# Tierkinesiologie
Tierkinesiologie (von griech. κίνησις kínēsis „Bewegung“ und λόγος logos „Lehre“) ist ein pseudowissenschaftliches Diagnose- und Therapieverfahren, das auf den Grundsätzen der angewandten Kinesiologie beim Menschen basieren soll.

## Allgemeines
Nach Aussagen der Anbieter von Tierkinesiologie kann der kinesiologische Muskeltest nicht direkt am Tier durchgeführt werden, weshalb er an einem Menschen, der mit dem Tier in Kontakt steht, durchzuführen sei. Reaktionen des Menschen würden dabei dem Tier zugerechnet.
Auch  sei es möglich, anstelle des Muskeltests eine Diagnose mit Pendeln oder Wünschelruten (siehe Radiästhesie) vorzunehmen, die bei Abwesenheit des Tieres ersatzweise an Tierhaaren, Spielzeug, Fotos  oder Tierkot durchgeführt würde.

## Einordnung
Die Kinesiologie widerspricht anerkannten naturwissenschaftlichen und medizinischen Kenntnissen. Ein Nachweis der Wirksamkeit der Kinesiologie gelang bisher nicht und gilt als unmöglich.
Der Wissenschaftsjournalist und Tierrechtler Colin Goldner beschreibt in seinem Buch Vorsicht Tierheilpraktiker neben den zweifelhaften Ausbildungsinhalten den geringen Ausbildungsaufwand von Tierkinesiologen. Ausbildungen oder Fachfortbildungen zum professionellen Tierkinesiologen werden häufig im zeitlichen Umfang von nur sechs bis acht Seminartagen angeboten.
Goldner gibt ein, über eine Surrogatperson geführtes, mentales Gespräch zwischen einem Esel und einer Tierkinesiologin wieder, bei dem der Esel gedanklich selbst ein Mittel aus der Bach-Blütentherapie zu seiner Gesundung ausgewählt haben soll. Für die Möglichkeit einer derartigen Kommunikation fehlt jeglicher seriöser Beleg und sie liegt weit jenseits dessen, was die Verhaltensbiologie oder Physiologie als mögliche Kommunikation von und mit Tieren beschreibt. Goldner warnt unter Rückbezug auf die Stiftung Warentest vor kinesiologischen Methoden, da diese das Risiko bergen, dass Gesunde für krank und Kranke für gesund diagnostiziert werden könnten. Generell weist Goldner darauf hin, dass „Tierheilpraktiker“ eine gänzlich ungeschützte Bezeichnung ohne jedes vorgeschriebene Prüfungsverfahren ist. Auch Tierkinesiologie könne von jedermann ohne Ausbildung und Prüfung kommerziell ausgeübt werden.